# Werner Pfüller
Werner Pfüller (* 24. November 1931 in Gornsdorf) ist ein deutscher Jazzmusiker (Trompete, Komposition).

## Leben und Wirken
Pfüller, musikalischer Autodidakt, spielte von 1948 bis 1960 in Tanzorchestern im Raum Chemnitz (ab 1953 Karl-Marx-Stadt), darunter auch im bekannten Chemnitzer Orchester Karl Walter. Ab 1957 war er Mitglied des Orchesters von Fips Fleischer, 1961 gründete er ein Quintett, das sich auf Hardbop konzentrierte und die Gelegenheit zu mehreren Plattenveröffentlichungen hatte. In dem Quintett spielten Musiker wie Harry Nicolai, dem 1963 Joachim Kühn folgte, und Klaus Koch. Pfüller war an zahlreichen Rundfunkproduktionen beteiligt; auch schrieb er zahlreiche Arrangements und Kompositionen für die Rundfunk-Tanzorchester Leipzig bzw. -Berlin. 1985 trat er mit seinem Quartett bei den ersten Jazztagen der DDR in Weimar auf.
Von 1986 bis 1996 lehrte er an den Musikhochschulen in Leipzig und Berlin. 2003 gründete er die Hardbop-Combo Jazzreport und die Swinging Dixie Union. Pfüller war zudem als Musiklehrer an der Musikschule Saale-Orla in Bad Lobenstein aktiv.

## Diskografie
- Mad About a Boy (1961; Amiga 5 50 143)[1]
- Blaue Straßen (1962; Amiga)[2]
- Grog/Sack O’Woe (1963; Amiga)[3]
- Big City Blues Band (1984; Amiga)